# Santa Eulalia Bajera
Santa Eulalia Bajera ist ein Ort und eine nordspanische Gemeinde (municipio) mit 111 Einwohnern (Stand: 2024) im Osten der Autonomen Gemeinschaft La Rioja. 

## Lage und Klima
Die Gemeinde Santa Eulalia Bajera liegt ca. 38 km (Fahrtstrecke) südsüdöstlich von Logroño am Cidacos in einer Höhe von ca. 620 m. Das Klima ist gemäßigt bis warm; Regen (ca. 683 mm/Jahr) fällt übers Jahr verteilt.

## Bevölkerungsentwicklung
| Jahr      | 1970 | 1981 | 1991 | 2001 | 2011 | 2021 |
| Einwohner | 189  | 140  | 115  | 129  | 122  | 107  |

Infolge der Landflucht als Folge der Mechanisierung der Landwirtschaft ist die Zahl der Einwohner seit Beginn des 20. Jahrhunderts deutlich gesunken.

## Sehenswürdigkeiten
- Marienkirche